# حاتم محمود
حاتم محمود (به عربی: هيثم محمود؛ زادهٔ ۲۳ سپتامبر ۱۹۹۱) یک کشتی‌گیر فرنگی‌کار اهل مصر است. وی سابقه حضور در المپیک ۲۰۱۶ ریو و المپیک ۲۰۲۰ توکیو را دارد.